# Dana Ellis
Dana Ellis (ur. 7 grudnia 1979 w Kitchener w prowincji Ontario) – kanadyjska lekkoatletka, tyczkarka.
Jej mężem jest amerykański tyczkarz – Russ Buller.

## Osiągnięcia
- srebrny medal mistrzostw NACAC U-25 (Monterrey 2000)
- 6. miejsce podczas igrzysk olimpijskich (Ateny 2004)
- 6. lokata na mistrzostwach świata (Helsinki 2005)
- wielokrotna mistrzyni i rekordzistka Kanady

## Rekordy życiowe
- skok o tyczce (stadion) - 4,52 (2007)
- skok o tyczce (hala) - 4,41 (2007)